# Stadhuisplein (Tallinn)
Het Stadhuisplein (Estisch: Raekoja plats) is een plein gelegen in het centrum van de oude binnenstad van Tallinn. Het stadhuis van Tallinn ligt aan het plein. Aan het plein bevindt zich ook de Raadsapotheek. Op het plein vinden soms concerten en festivals plaats. Ook wordt hier sinds de middeleeuwen traditioneel markt gehouden.
De oudste vermeldingen van het stadhuis en het bijbehorende plein dateren van 1322.